# Zongshen
 (novembre 2023).
La mise en forme du texte ne suit pas les recommandations de Wikipédia : il faut le « wikifier ».
Les points d'amélioration suivants sont les cas les plus fréquents :
- Les titres sont pré-formatés par le logiciel. Ils ne sont ni en capitales, ni en gras.
- Le texte ne doit pas être écrit en capitales (les noms de famille non plus), ni en gras, ni en italique, ni en « petit »…
- Le gras n'est utilisé que pour surligner le titre de l'article dans l'introduction, une seule fois.
- L'italique est rarement utilisé : mots en langue étrangère, titres d'œuvres, noms de bateaux, etc.
- Les citations ne sont pas en italique mais en corps de texte normal. Elles sont entourées par des guillemets français : « et ».
- Les listes à puces sont à éviter, des paragraphes rédigés étant largement préférés. Les tableaux sont à réserver à la présentation de données structurées (résultats, etc.).
- Les appels de note de bas de page (petits chiffres en exposant, introduits par l'outil «  Source ») sont à placer entre la fin de phrase et le point final[comme ça].
- Les liens internes (vers d'autres articles de Wikipédia) sont à choisir avec parcimonie. Créez des liens vers des articles approfondissant le sujet. Les termes génériques sans rapport avec le sujet sont à éviter, ainsi que les répétitions de liens vers un même terme.
- Les liens externes sont à placer uniquement dans une section « Liens externes », à la fin de l'article. Ces liens sont à choisir avec parcimonie suivant les règles définies. Si un lien sert de source à l'article, son insertion dans le texte est à faire par les notes de bas de page.
- La présentation des références doit suivre les conventions bibliographiques. Il est recommandé d'utiliser les modèles {{Ouvrage}}, {{Chapitre}}, {{Article}}, {{Lien web}} et/ou {{Bibliographie}}. Le mode d'édition visuel peut mettre en forme automatiquement les références.
- Insérer une infobox (cadre d'informations à droite) n'est pas obligatoire pour parachever la mise en page.

Pour une aide détaillée, merci de consulter Aide:Wikification.
Si vous pensez que ces points ont été résolus, vous pouvez retirer ce bandeau et améliorer la mise en forme d'un autre article.

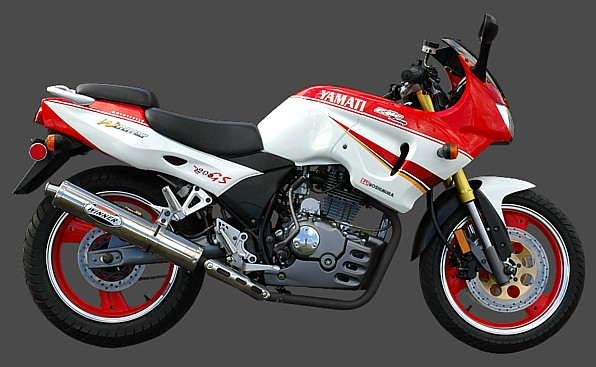
A Zongshen ZS 200 GS

Zongshen ((zh)) est une entreprise manufacturière chinoise produisant des motos, des quads, des générateurs et des moteurs, basés à Chongqing, Chine. Elle prétend avoir une production annuelle de plus de 1 000 000 de motos.
Zongshen Chongqing est le fabricant original du Zongshen 200 GS et du Zongshen 250 GS.

## Historique
Zuo Zongshen, qui a grandi dans la pauvreté, a fondé la société Zongshen en 1992.
En 2006, le fondateur Zuo Zongshen a été présenté dans le documentaire coproduit par Discovery Channel et CBC « China Rises » en tant que membre des nouveaux riches chinois.
En 2007, Zongshen a investi 300 millions CNY dans un nouveau centre de recherche et développement à Chongqing, dans le cadre de son programme « Cyclone ». Le programme est conçu pour produire une technologie et des designs uniques pour les nouveaux modèles de Zongshen, et différencier la marque d'un environnement concurrentiel de modèles presque identiques.
En 2012, Zongshen a exporté environ 30 % de sa production de motos. Elle renomme ses produits dans de nombreux pays et ses produits peuvent être vus dans les gammes de nombreux détaillants et distributeurs au Royaume-Uni Royaume, Italie, Espagne, Portugal, Biélorussie, Russie, Argentine, Colombie et Brésil.

## Activités
Aujourd'hui, le groupe Zongshen se compose de 52 filiales en propriété exclusive ou partielle.
Le groupe Zongshen compte plus de 18 000 employés et son actif total vaut plus de 4 milliards de yuans. Il prétend être l'un des cinq plus grands fabricants de motos en Chine. Ils ont conclu des partenariats avec Harley Davidson et Piaggio.[citation nécessaire]
Le groupe Zongshen possède également Zongshen PEM, une filiale canadienne enregistrée à Vancouver qui vend des motos, des vélos électriques et des scooters électriques sur le marché nord-américain.

## Modèles
Les modèles Zongshen comprennent :
- ZS 50 GY
- ZS 110-26
- ZS 125-2
- ZS 125-4
- ZS 125 GY-A
- ZS 125 ST ATV
- ZS 125 T-7
- ZS 125 T-8
- ZS 150 GY
- ZS 200 GY
- ZS 250 GY-3
- ZS 125 T-30
- ZS 200 GS
- ZS 250 GS
- ZS 250-5
- Zongshen 250cm-3 zs171fmm atv
- ZS 250GY-3

## KD50QT-4
Zongshen/Kangda Pexma KD50QT-4 est un quatre temps, monocylindre ville-scooter, avec une cylindrée du moteur de 50 cc.

### Spécifications
- Type de moteur : quatre temps, monocylindre, refroidi par air, OHC, deux soupapes.
- Déplacement : 49,7 cc
- Puissance : 3,4 Bhp (2,5 kW)
- Économie de carburant : 54 km/l

## Zongshen ZS 150 GY
Le Zongshen/ZS 150 GY est un quatre temps, monocylindre légal sur route supermoto, avec une cylindrée du moteur de 150 cc.

## Zongshen Racing

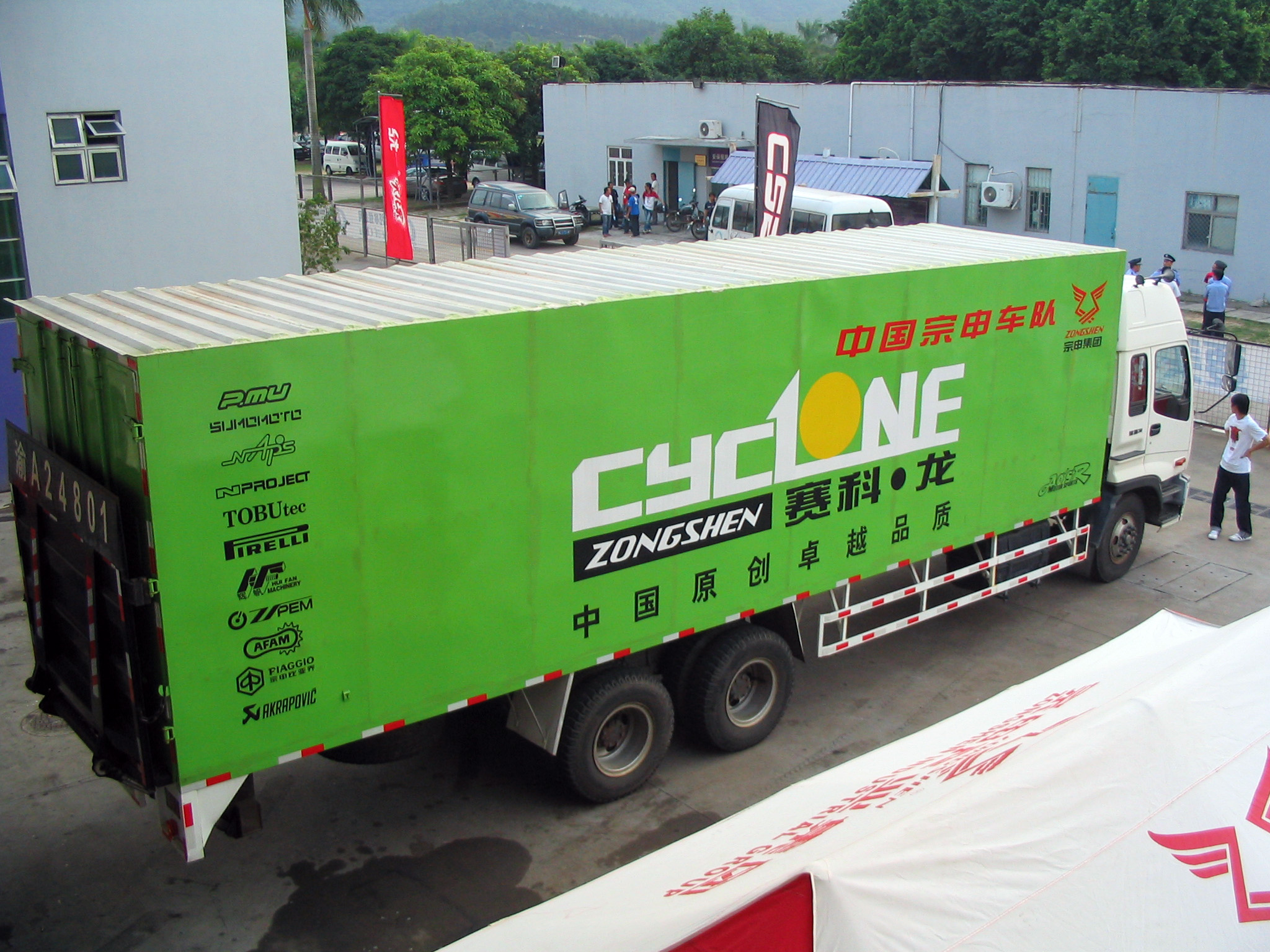
Le camion de l'équipe de Zongshen Racing

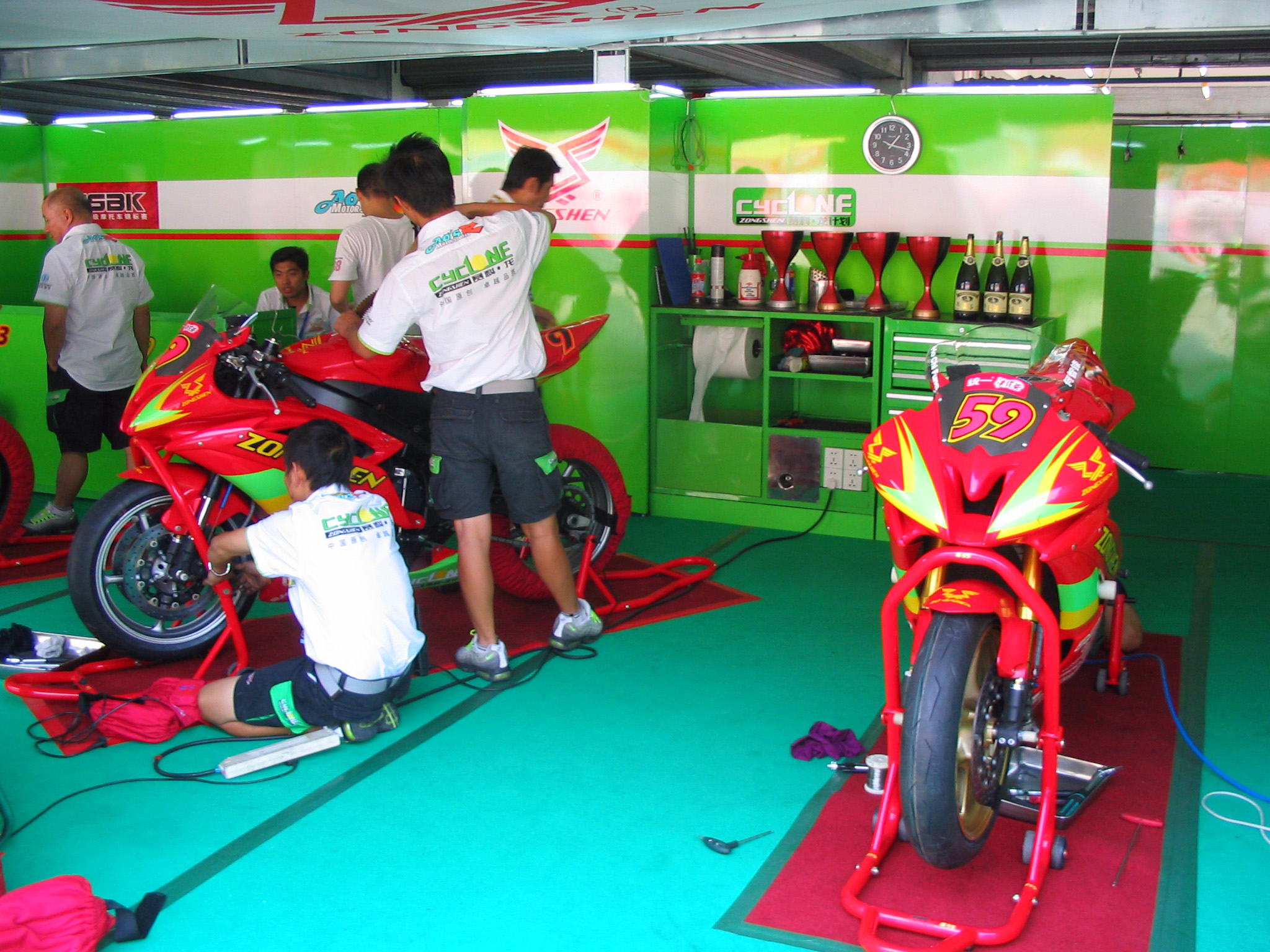
Zongshen Racing's pit garage

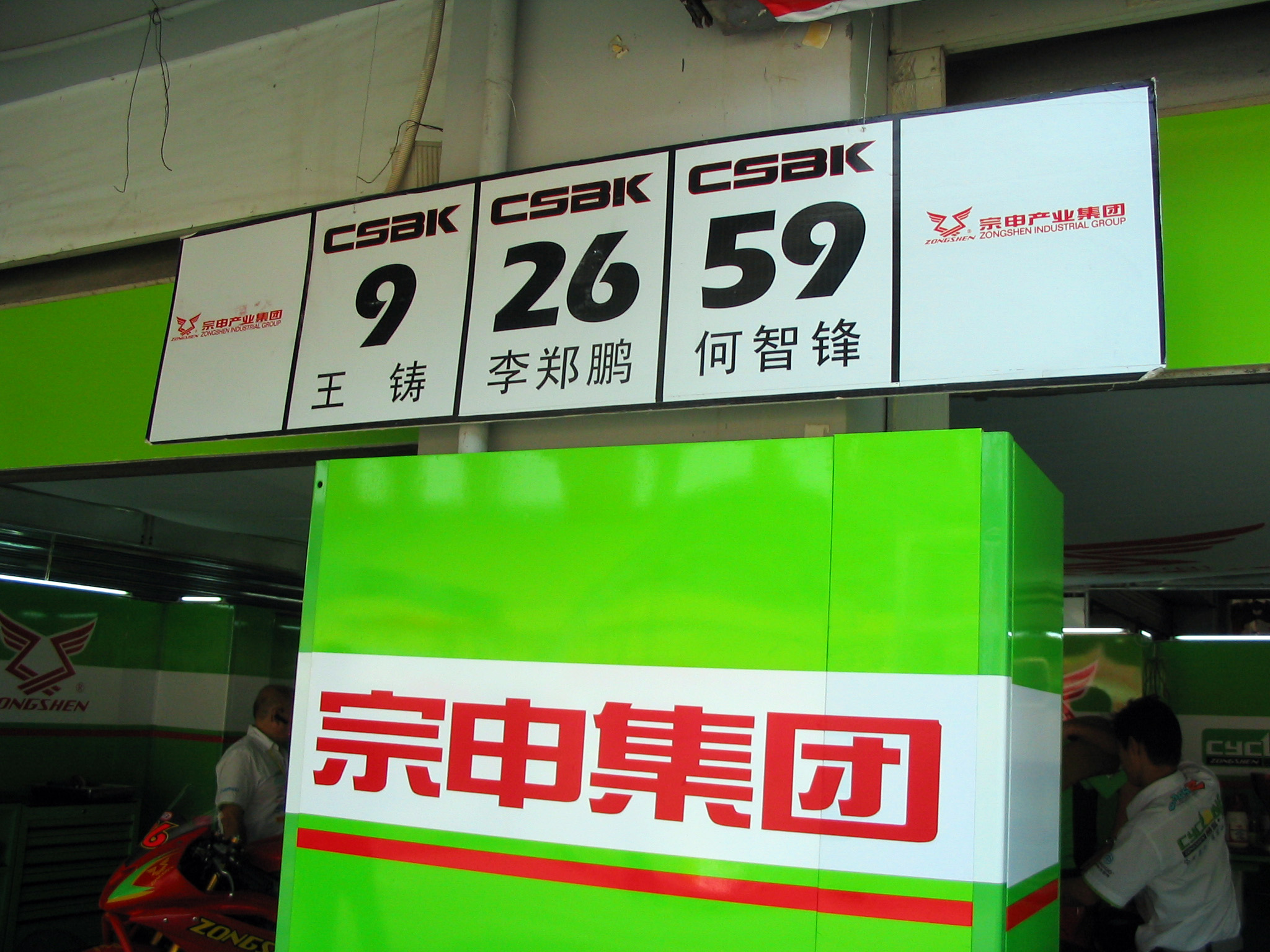
Noms des pilotes de Zongshen Racing

Zongshen participe à divers championnats de moto sous le nom de China Zongshen Racing. C'est un concurrent majeur du China Superbike Championship, remportant les titres pilotes en 2007 et 2008.
En 2002, l'équipe chinoise de Zongshen a remporté la 2e place au championnat du monde d'endurance avec l'entraîneur français ; "Michel MARQUETON"
En 2003, l'équipe Zongshen remporte les 5 premières courses du championnat du monde d'endurance avec le même coach mais termine le championnat à la 2ème place.
Zongshen a également remporté plusieurs championnats de moto électrique FIM (également connus sous le nom de TTXGP) ces dernières années, en compétition contre des équipes bien financées du monde entier. Bien que de nombreuses pièces essentielles de la moto électrique de Zongshen ne soient pas strictement produites par Zongshen, ils soutiennent qu'ils ont développé la moto en interne. The racing e-motorcycle that Zongshen used to win the 2013 TTXGP is powered by a Yasa-750 electric motor.
En 2017 Zongshen a engagé 5 motos au Rallye Dakar 2017 avec 2 pilotes français, Willy Jobard et Thierry Bethys avec le nouveau moteur NC 450

## Zongshen Small Engines
Zongshen fabrique de petits moteurs couramment utilisés sur les machines de jardinage, les groupes électrogènes et les motos.